# Internationale code inzake de beveiliging van schepen en havenvoorzieningen
De Internationale Code voor de Beveiliging van Schepen en Havenfaciliteiten (International Ship and Port facility Security Code, ISPS-code) is een amendement op SOLAS waarin de minimumeisen in verband met beveiliging van schepen, havenfaciliteiten en overheidsinstellingen beschreven staan. De code trad in werking in 2004 en beschrijft de verantwoordelijkheden van overheden, rederijen, personeel aan boord van schepen en personeel van havenfaciliteiten in verband met het detecteren van bedreiging van de veiligheid en het nemen van preventieve maatregelen om incidenten omtrent beveiliging te voorkomen, die een bedreiging vormen voor schepen en havenfaciliteiten betrokken in de internationale handel.

## Geschiedenis
Naar aanleiding van de kaping van de Achille Lauro in 1985 nam de Internationale Maritieme Organisatie (IMO) dat jaar nog resolutie A.584(14) nog aan. Het jaar daarop volgde de specifiekere circulaire MSC/Circ.443 van de Maritieme Veiligheidscommissie (MSC). In 1988 werd het Verdrag tot bestrijding van wederrechtelijke gedragingen gericht tegen de veiligheid van de zeevaart of SUA-verdrag afgesloten waarin overheden onder meer verplicht werden de veiligheidsmaatregelen aan te scherpen en overtreders aan te klagen of uit te leveren. In 1996 volgde MSC/Circ.754 gericht op veerboten.

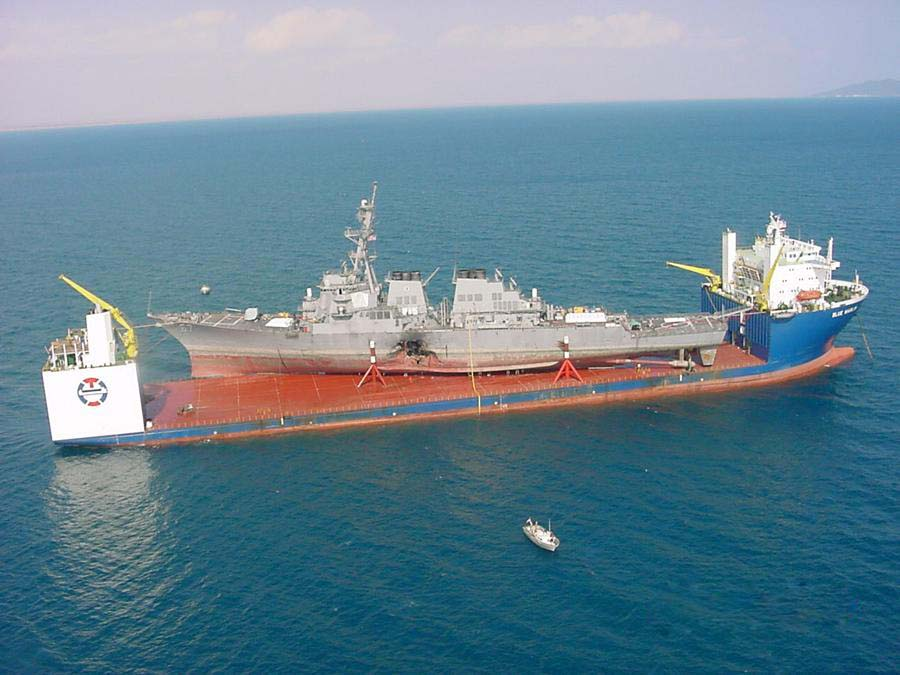
De Blue Marlin met de USS Cole

Naar aanleiding van de aanslag op de USS Cole op 12 oktober 2000, de aanslagen op 11 september 2001 in de Verenigde Staten en de aanslag op de olietanker Limburg in 2002 werd de ISPS-code ingevoerd via het SOLAS-verdrag.

## Doel
De ISPS-code werd geïmplementeerd door middel van hoofdstuk XI-2 van de SOLAS, Speciale maatregelen ter bevordering van de maritieme beveiliging. De code is een tweedelig document dat de minimumvereisten beschrijft voor de beveiliging van schepen en havenfaciliteiten. Deel A bevat de verplichte vereisten. Deel B verschaft richtlijnen voor de implementatie. De ISPS-code is van toepassing op schepen op internationale reizen (inclusief passagiersschepen, cargoschepen van 500 GT of hoger en offshore boorplatformen).
De hoofddoelstellingen van de ISPS-code:   
- Beveiligingsbedreigingen detecteren en beveiligingsmaatregelen implementeren
- Inrichten van rollen en verantwoordelijkheden omtrent maritieme beveiliging voor overheden, lokale besturen, scheeps- en havenindustrieën op nationaal en internationaal niveau
- Vergelijken en bekendmaken van informatie omtrent beveiliging
- Voorzien van een methodologie voor veiligheidsbeoordeling ten einde plannen en procedures achter de hand te hebben om gepast te reageren op verandering van het beveiligingsniveau

## Vereisten
Door de grote verscheidenheid van de verschillende faciliteiten specificeert de code geen specifieke maatregelen die elke haven en elk schip verplicht moet nemen om de beveiliging tegen terrorisme van de faciliteit te garanderen. In de plaats daarvan schetst de code “een gestandaardiseerd, samenhangend kader voor het evalueren van bestaande risico’s dat overheden de mogelijkheid geeft om veranderingen in dreigingsniveau af te wegen en te compenseren met veranderingen in kwetsbaarheid van schepen en havenfaciliteiten.
- Voor schepen bevat het kader vereisten voor:
  - Scheepsbeveiligingsplannen (Ship Security Plans)
  - Beveiligingsverantwoordelijke aan boord (Ship Security Officer)
  - Beveiligingsverantwoordelijke van het bedrijf (Company Security Officer)
  - Bepaalde materialen aan boord omtrent beveiliging van het schip

- Voor havenfaciliteiten bevat het kader vereisten voor:
  - Beveiligingsplannen van de havenfaciliteit (Port Facility Security Plans)
  - Verantwoordelijke voor de beveiliging van de havenfaciliteit (Port Facility Security Officer)
  - Bepaalde materialen ter beveiliging van de havenfaciliteit

- Daarenboven bevat het kader vereisten voor zowel schepen als havenfaciliteiten omtrent:
  - Controleren van de toegang tot de faciliteit
  - Controleren van de activiteiten van personen en lading aanwezig in de faciliteit
  - Verzekeren van de beschikbaarheid van beveiligingscommunicatiemiddelen

## Beveiligingsniveaus
Er zijn drie beveiligingsniveaus die omschreven worden door de ISPS-code:
- niveau 1: basisniveau, geldt altijd, het handhaven van een minimum aan passende, beschermende beveiligingsmaatregelen
- niveau 2: het gedurende een bepaalde tijd handhaven van bijkomende beschermende beveiligingsmaatregelen. Dit door een verhoogd risico op een incident
- niveau 3: het gedurende een beperkte tijd handhaven van verdere speciale beschermende beveiligingsmaatregelen. Dit als een incident waarschijnlijk of ophanden is (hoewel het precieze doel misschien niet kan worden vastgesteld)

## Nationale uitvoering

### Europa
Europa heeft de internationale reguleringen omtrent ISPS uitgevaardigd als Verordening (EG) nr. 725/2004 van het Europees Parlement en de Europese Raad van 31 maart 2004, met als doel het verbeteren van beveiliging van schepen en havenfaciliteiten.
In Nederland is dit vastgelegd in de Havenbeveiligingswet. Het Verenigd Koninkrijk heeft The Ship and Port Facility (Security) Regulations 2004 uitgevaardigd. Deze brengen de EU regulation 725/2004 onder in de wet van het Verenigd Koninkrijk.

### Verenigde Staten
De Verenigde Staten hebben regels in werking gesteld voor het uitvaardigen van de bepalingen van The Maritime Transportation Security Act of 2002 en om nationale regelgevingen op één lijn te plaatsen met de maritieme beveiligingsstandaarden van de SOLAS en de ISPS-code. Deze reglementen kunnen teruggevonden worden in Title 33 van de Code of Federal Regulations.